# Champagne Philipponnat
Pour les articles homonymes, voir Philipponnat.
Champagne Philipponnat est une marque et une maison de Champagne, fondée en 1910 à Mareuil-sur-Aÿ. Elle est propriétaire d'un vignoble de 20 hectares, planté essentiellement en Pinot noir et réparti sur les communes de Aÿ, Avenay-Val-d'Or, Mareuil-sur-Aÿ et Mutigny. Elle complète ses approvisionnements en raisins en achetant à plusieurs vignerons installés sur des terroirs en Côte des Blancs, Vallée de la Marne et Montagne de Reims. 
La société est dirigée par Charles Philipponnat, et est possédée par le groupe Lanson BCC.

## Histoire
La famille Philipponnat, originaire de Fribourg en Suisse, s'installe à Aÿ en 1522. L'ancêtre April de Philipponnat est un soldat du roi François Ier de France. À la suite de la bataille de Marignan, le roi lui octroie des terres à Aÿ. Le blason à damier rouge et or, qui est encore l'emblème de la Maison, est enregistré le 28 juillet 1697,.
Les Philipponnat se consacrent, sous le Second Empire, à l'élaboration du vin de Champagne. Les différentes générations de cette famille se succèdent sur les terres d’Aÿ depuis, et acquièrent au début du XXe siècle des caves creusées au XVIIIe siècle à Mareuil-sur-Aÿ, et propriétés, précédemment de la maison Albert Vallet. La société SA Champagne Philipponnat est fondée en 1912.

### Le Clos des Goisses
En 1935, la Maison, dirigée alors par Pierre Philipponnat, achète le Clos des Goisses, un vignoble de 5,5 hectares, tout en coteaux, en sortie du village, exposé au sud, dominant la vallée de la Marne. Ce vignoble était partagé entre plusieurs viticulteurs, et il est reconstitué en un seul tenant. En 2007, le clos de Goisses a été agrandi de 10 ares. Il produit une des cuvées les plus connues de la maison Philipponnat.

### Propriétaires successifs et direction
La maison de champagne est acquise par la Financière Globe en 1986. Elle passe ensuite dans le groupe Marie Brizard. En 1997, le groupe Boizel Chanoine Champagne (qui s'appelle Lanson-BCC depuis 2010) rachète le domaine Philipponnat.
La maison est dirigée depuis l'an 2000 par Charles Philipponnat,, fils de René Philipponnat qui fut pendant 40 ans, chef de cave de Moët & Chandon.
Selon la légende, René Philipponnat aurait inventé une technique nouvelle d'élaboration d'une cuvée demi-sec en utilisant un lot de champagne millésimé 1991 qui s'avérait fatigué. Refusant de la transformer en brut sans année, il aurait modifié le dosage en y ajoutant du sucre et des levures, afin d'obtenir une nouvelle prise de mousse. Cela aurait donné naissance à la « Cuvée Sublime Réserve», première cuvée demi-sec millésimée de l'ère moderne du Champagne. La vérité exige d'accepter qu'il ne s'agissait que d'un simple dosage, pas d'une refermentation illégale et hasardeuse... mais le résultat, exceptionnel [réf. nécessaire], est-là : une des très rares cuvées dosées (sec ou demi sec) de la Champagne qui soit réellement créée à partir de grands vins millésimés des meilleurs premiers et Grands crus...

## Vinification
Le savoir-faire Philipponnat s’exprime notamment dans le principe de solera sous bois. Tradition de la Maison depuis toujours, il consiste à conserver en fûts de chêne les vins de réserve et à les réintroduire dans l’assemblage des non millésimés dans la proportion d’un quart à un tiers, puis d’utiliser ce même assemblage comme le vin de réserve de l’assemblage suivant. De cette façon, une dilution progressive permet de garder dans chaque bouteille la trace des millésimes assemblés depuis l’origine. Les Chefs de Cave successifs se sont appliqués à se transmettre ce savoir-faire. 
Philipponnat fut la première Maison à préciser sur ses contre-étiquettes l’année « de base » dominante entrant dans la composition de ses vins non millésimés, le dosage et la date de dégorgement, communiquant ainsi à ses prescripteurs et consommateurs l’identité de chaque cuvée.

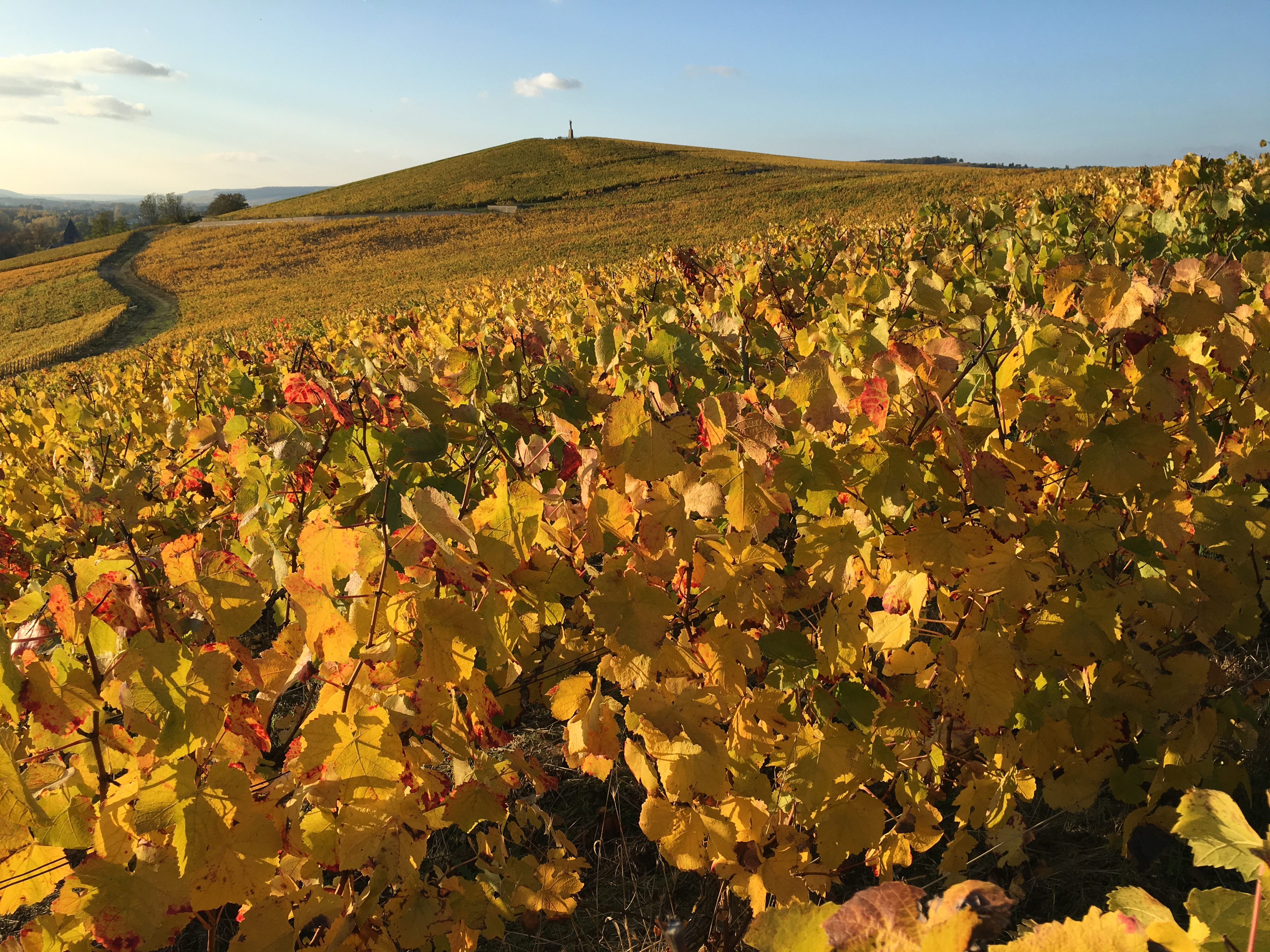
Vignoble Philipponnat